# ヨハン・ハインリヒ・ブットシュテット
ヨハン・ハインリヒ・ブットシュテット（Johann Heinrich ButtstettまたはButtstedt、Buttstädt 1666年4月25日 - 1727年12月1日）は、ドイツのオルガニスト、作曲家。ヨハン・パッヘルベルの高弟であり、北ドイツ・オルガン楽派の終盤を代表する人物のひとりであったが、ブットシュテットの名前はヨハン・マッテゾンとの論争によって最も記憶されている。

## 生涯
ブットシュテットは今日ではエアフルトの一部となっている、ビンダースレーベンに生まれた。父のヨハン・ヘンリクス・ブットシュテットはエアフルト大学で学んだ教養ある牧師だった。早くから音楽を学び始めたブットシュテットはパッヘルベルに弟子入りし、1678年にエアフルトのプレディガー教会（英語版）のオルガニストに就任した。プロとしての歩みは1684年のレーグラー教会から始まり、1687年に働いていたカウフマンス教会へと続く。いずれの教会でも彼はオルガニストを務めるのみならず、付属の学校で教鞭も執っていた。1691年、ニコラウス・フェッターの跡を継いでプレディガー教会の職を得ると、以降没するまでの36年間この職に留まった。ブットシュテットは1687年にマルタ・レンマーヒルト（J.S.バッハの母の遠い従姉妹にあたる）と結婚し、10人の子どもを儲けている。
1716年、ブットシュテットは『Ut, mi, sol, re, fa, la, tota musica et harmonia aeterna』を出版するが、これはマッテゾンの最初の主要論文に異を唱えるものであった。進歩主義者であったマッテゾンが古典派様式の到来を見据え、また音楽教育の普及を図るべく多種多様な先進的原理を取り入れた一方、ブットシュテットは過去の音楽の伝統を守ろうとした。それはソルミゼーションの使用やギリシャの旋法を用いた作曲といった基礎的、実践的な事柄から、過去数世紀にわたって用いられてきた音楽や和声といった普遍的な内容に及んだ。
プレディガー教会でのブットシュテットは学生らに囲まれ、評判の高い教師であった。彼から音楽を学んだ最も重要な作曲家はヨハン・ゴットフリート・ヴァルターである。

## 作品
散逸した宗教的オペラ、カンタータの断片、2つのコンサート用ミサ曲、その他一部の楽曲を除くと、現存するブットシュテットの作品は大量に作曲されたと思われる鍵盤楽器曲のみである。今日に伝わる唯一の曲集である1713年の『Musicalische Clavier-Kunst und Vorraths-Kammer』において、彼はフゲッタ、ファンタジア、大規模なフーガ、リチェルカーレ、カプリッチョ、前奏曲などに1000を超える作品の草稿があると述べている。しかしながら、それらのうち散逸を免れたのは『Ut, mi, sol, re, fa, la, tota musica et harmonia aeterna』に収録された2つの行進曲と、数十曲のコラール前奏曲のみである。パッヘルベルの影響下にあるのは予想される通りであるが、多くの特徴からはブットシュテットが単に北ドイツ・オルガン楽派に精通していたという以上のものを持っていたことが窺われる。前奏曲やファンタジアのような自由な楽曲、フーガやリチェルカーレのような厳格な楽曲のいずれにおいても披露されることがある長大で技巧的なパッセージは、パッヘルベルの柔和な書法とは異なりディートリヒ・ブクステフーデやニコラウス・ブルーンスと非常に類似している。